# Mistaken Identity
Mistaken Identity (с англ. — «Ошибочная личность») — четырнадцатый студийный альбом американской певицы Донны Саммер, выпущенный 23 августа 1991 года на лейбле Atlantic. В новой пластинке Саммер продолжает экспериментировать с различными музыкальными жанрами, на этот раз альбом записан в урбанистическом стиле. Однако альбом становится одним из самых провальных релизов в карьере Донны Саммер, он не попадает ни в альбомный чарт Великобритании UK Albums Chart, ни в американский Billboard 200. С альбома было выпущено два сингла: «When Love Cries», который достиг 77-й строчки в сингловом чарте Billboard Hot 100 и 18-й строчки в Billboard R&B charts; и  «Work That Magic», был издан синглом на территории Великобритании, где занял 74-ю строчку в UK Singles Chart.

## Список композиций
| №   | Название                       | Автор(ы)                                                       | Длительность |
| --- | ------------------------------ | -------------------------------------------------------------- | ------------ |
| 1.  | «Get Ethnic»                   | Донна Саммер, Кит Даймонд, Пол Читен, Энтони Смит, Ларри Хенли | 5:21         |
| 2.  | «Body Talk»                    | Саммер, Даймонд, Читен, Смит, Хенли                            | 4:48         |
| 3.  | «Work That Magic»              | Саммер, Даймонд, Читен, Смит, Хенли                            | 5:00         |
| 4.  | «When Love Cries»              | Саммер, Даймонд, Читен, Смит, Хенли                            | 5:15         |
| 5.  | «Heaven’s Just a Whisper Away» | Даймонд, Читен, Смит                                           | 4:06         |
| 6.  | «Cry of a Waking Heart»        | Бетси Кук, Брюс Вулли                                          | 4:36         |
| 7.  | «Friends Unknown»              | Саммер, Даймонд, Смит, Ванесса Смит                            | 3:44         |
| 8.  | «Fred Astaire»                 | Саммер, Даймонд, Смит, Донна Вайант                            | 4:40         |
| 9.  | «Say a Little Prayer»          | Саммер, Даймонд, Смит, Вайант                                  | 4:07         |
| 10. | «Mistaken Identity»            | Саммер, Даймонд, Смит, Вайант                                  | 4:08         |
| 11. | «What Is It You Want»          | Саммер, Даймонд, Вайант, Смит, Винс Лоуренс, Дэйв Резник       | 4:40         |
| 12. | «Let There Be Peace»           | Саммер, Даймонд                                                | 3:59         |

| №   | Название                                  | Автор(ы)                            | Длительность |
| --- | ----------------------------------------- | ----------------------------------- | ------------ |
| 13. | «Work That Magic» (ISA Full-Length Remix) | Саммер, Даймонд, Читен, Смит, Хенли | 6:15         |

| №   | Название                                              | Автор(ы)                            | Длительность |
| --- | ----------------------------------------------------- | ----------------------------------- | ------------ |
| 3.  | «Work That Magic» (ISA Remix)                         | Саммер, Даймонд, Читен, Смит, Хенли | 5:00         |
| 13. | «When Love Cries» (Single Remix)                      | Саммер, Даймонд, Читен, Смит, Хенли | 4:12         |
| 14. | «When Love Cries» (Vocal Club Dub / Summertime Remix) | Саммер, Даймонд, Читен, Смит, Хенли | 7:36         |
| 15. | «Work That Magic» (ISA Extended Remix)                | Саммер, Даймонд, Читен, Смит, Хенли | 6:15         |

## Позиции в хит-парадах
| Чарт (1991)                    | Высшая позиция | Пребывание в чарте |
| ------------------------------ | -------------- | ------------------ |
| США (Billboard Top R&B Albums) | 97             | 2 недели           |